# Mount Speyer
Mount Speyer är ett berg i Antarktis. Det ligger i Östantarktis. Nya Zeeland gör anspråk på området. Toppen på Mount Speyer är 2 487 meter över havet, eller 515 meter över den omgivande terrängen. Bredden vid basen är 6,8 km.
Terrängen runt Mount Speyer är bergig åt sydväst, men åt nordost är den kuperad. Mount Speyer ligger uppe på en höjd som går i nord-sydlig riktning. Trakten är obefolkad.